# JR Kyushu série 883
La série 883 (883系, 883-kei) est un type de rame automotrice exploitée par la compagnie JR Kyushu sur les services express Sonic.

## Description
La série comprend 8 exemplaires de 7 voitures fabriqués par Hitachi. Initialement 3 exemplaires ne comportaient que 5 voitures, mais 2 voitures similaires à celles de la série 885 ont été rajoutées en 2008. Le design extérieur et de l'aménagement intérieur ont été réalisés par Eiji Mitooka.

## Histoire
Les premières rames sont entrées en service le 20 avril 1995. La série remporté un Blue Ribbon Award en 1996.

## Affectation
Les rames de la série 883 sont affectées aux services Sonic sur les lignes Kagoshima et Nippō.

## Galerie photos

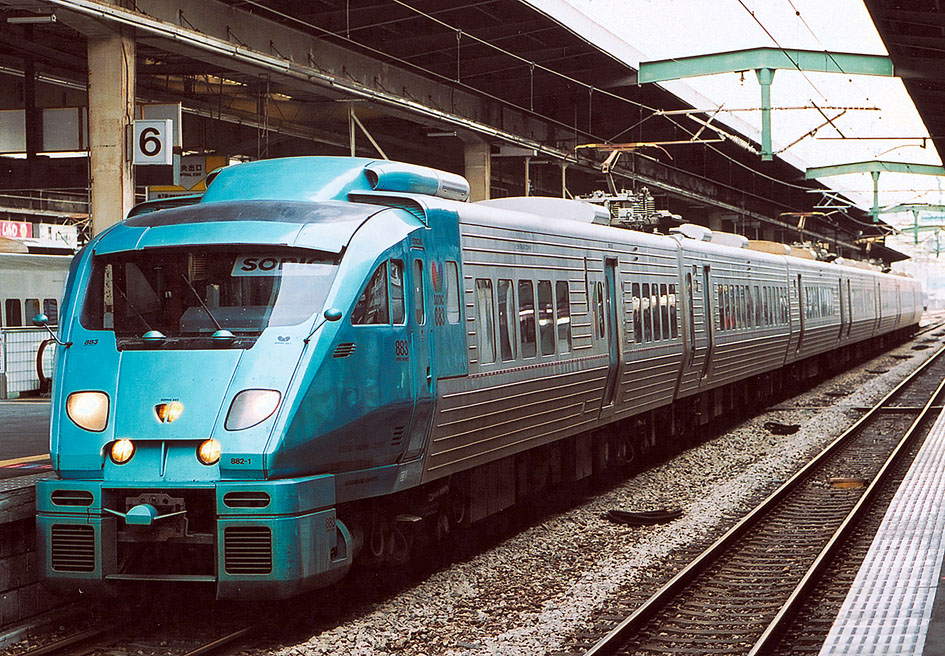
Rame en livrée d'origine.
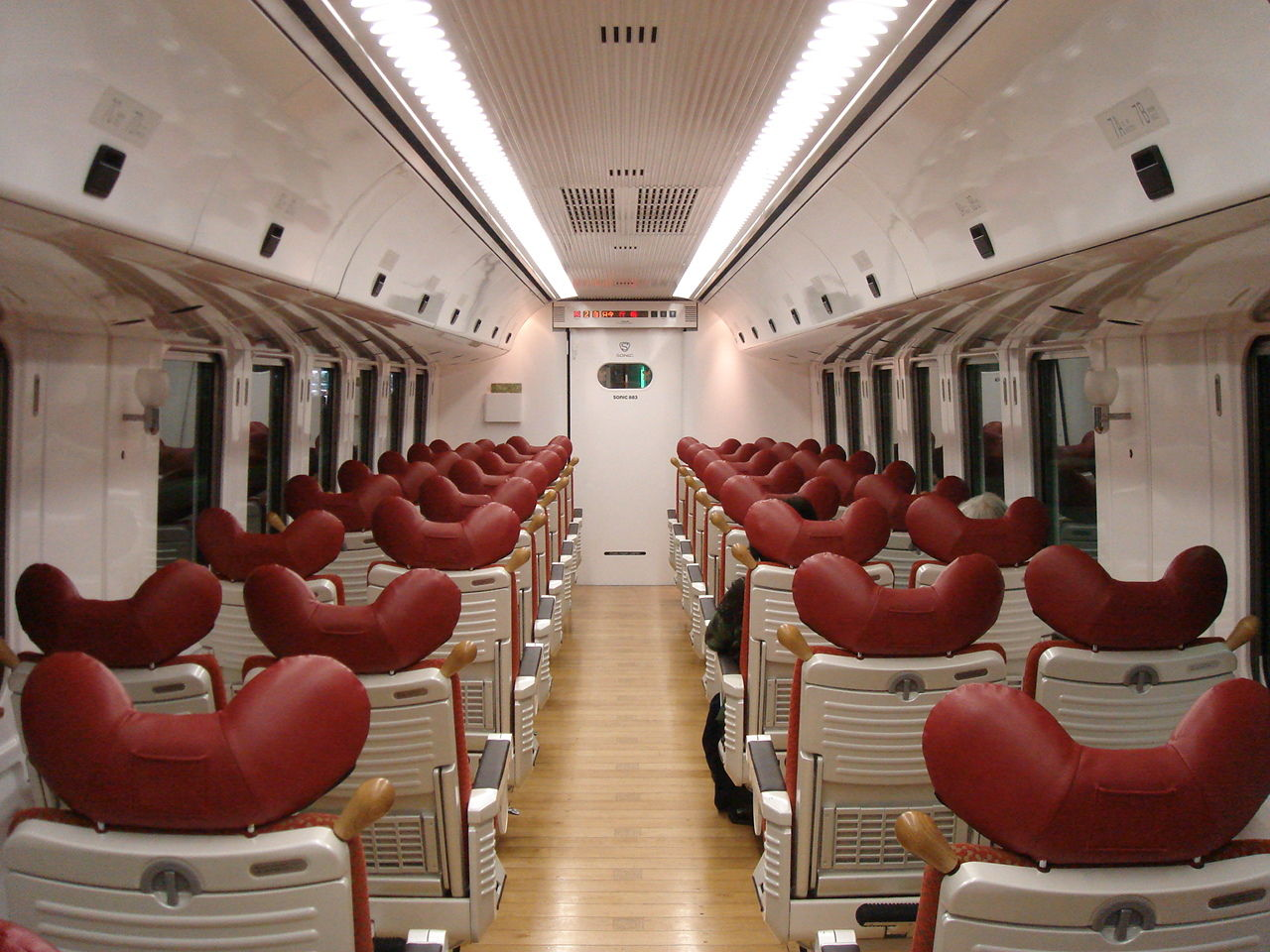
Intérieur d'une voiture de classe standard.
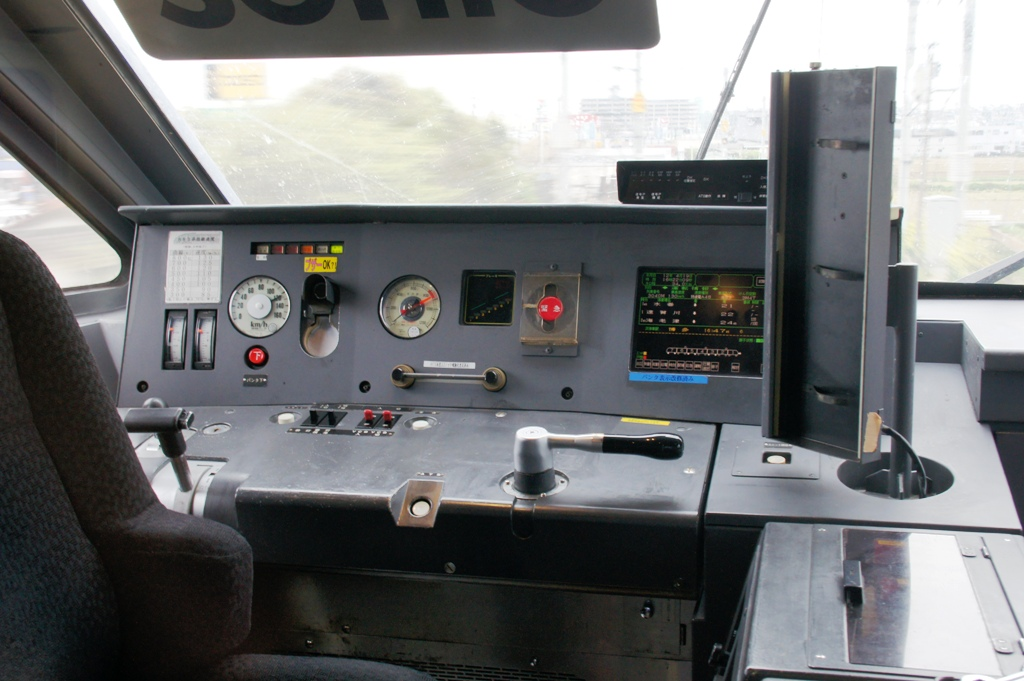
Cabine de conduite.